# 아시키타정
아시키타정(일본어: 芦北町 아시키타마치[*])은 일본 구마모토현 남부 아시키타군에 있는 정이다.

## 지리
구마모토시에서 남서쪽으로 약 60km 떨어진 곳에 위치한다. 서부~북서부는 야쓰시로해와 접하고 동부의 산간부를 구마강이 흐르고 있다. 면적은 현내에서 7번째로 넓다.

### 인접한 자치체
- 야쓰시로시
- 미나마타시
- 아시키타군 쓰나기정
- 구마군 구마촌

## 역사
정의 중심부에 해당하는 사시키 지구에는 에도 시대에 사쓰마와 에도를 연결하는 사쓰마 가도의 슈쿠바가 놓여 역참 마을로 번창했지만 현재 그 모습은 없다.
- 1889년 4월 1일 - 정촌제 시행으로 현재의 정역에 아시키타군 사시키촌·오노촌·요시오촌·유노우라촌·다노우라촌이 설치되었다.
- 1903년 11월 18일 - 사시키촌이 정으로 승격해 사시키정이 되었다.
- 1951년 10월 1일 - 유노우라촌이 정으로 승격해 유노우라정이 되었다.
- 1955년 1월 1일 - 사시키정·오노촌·요시오촌이 신설 합병해 아시키타정이 되었다.
- 1958년 4월 1일 - 다노우라촌이 정으로 승격해 다노우라정이 되었다.
- 1970년 11월 1일 - 아시키타정·유노우라정이 신설 합병해 아시키타정이 설치되었다.
- 2005년 1월 1일 - 아시키타정·다노우라정이 신설 합병해 새로운 아시키타정이 설치되었다.

## 경제
어업이 활발하고 우타세선을 이용해 독특한 방식으로 고기잡이를 한다. 농업 부문에서는 감귤류가 많이 생산된다.

## 교통

### 철도
- 규슈 여객철도 히사쓰선
  - 가이지역 - 요시오역 - 시로이시역
- 히사쓰 오렌지 철도 히사쓰 오렌지 철도선
  - 가미타노우라역 - 다노우라오타치미사키코엔역 - 히고타노우라역 - 우미노우라역 - 사시키역 - 유노우라역

### 도로
- 미나미큐슈 자동차도
- 국도 3호선
- 국도 219호선

## 같이 보기
- 2020년 7월 일본 호우